# Фейрмонт-Сіті (Іллінойс)
Фейрмонт-Сіті (англ. Fairmont City) — селище (англ. village) в США, в округах Сент-Клер і Медісон штату Іллінойс. Населення — 2265 осіб (2020).

## Географія
Фейрмонт-Сіті розташований за координатами 38°38′47″ пн. ш. 90°6′1″ зх. д. / 38.64639° пн. ш. 90.10028° зх. д. (38.646463, -90.100162).  За даними Бюро перепису населення США в 2010 році селище мало площу 17,07 км², з яких 16,06 км² — суходіл та 1,01 км² — водойми.

## Демографія
Згідно з переписом 2010 року, у селищі мешкало 2635 осіб у 795 домогосподарствах у складі 571 родини. Густота населення становила 154 особи/км².  Було 865 помешкань (51/км²).
Расовий склад населення:
| - 54,2 % — білих - 1,3 % — корінних американців - 1,0 % — чорних або афроамериканців - 0,3 % — азіатів - 39,5 % — осіб інших рас |

До двох чи більше рас належало 3,6 %. Частка іспаномовних становила 71,4 % від усіх жителів.
За віковим діапазоном населення розподілялося таким чином: 31,5 % — особи молодші 18 років, 58,4 % — особи у віці 18—64 років, 10,1 % — особи у віці 65 років та старші. Медіана віку мешканця становила 29,4 року. На 100 осіб жіночої статі у селищі припадало 110,6 чоловіків;  на 100 жінок у віці від 18 років та старших — 111,7 чоловіків також старших 18 років.
Середній дохід на одне домашнє господарство  становив 40 573 долари США (медіана — 33 365), а середній дохід на одну сім'ю — 43 092 долари (медіана — 34 118). За межею бідності перебувало 30,6 % осіб, у тому числі 45,9 % дітей у віці до 18 років та 8,8 % осіб у віці 65 років та старших.
Цивільне працевлаштоване населення становило 925 осіб. Основні галузі зайнятості: виробництво — 20,4 %, будівництво — 14,8 %, науковці, спеціалісти, менеджери — 13,2 %.